# Mopsella spongiosa
Mopsella spongiosa är en korallart som beskrevs av Nutting 1911. Mopsella spongiosa ingår i släktet Mopsella och familjen Melithaeidae. Inga underarter finns listade i Catalogue of Life.